# Береговой (Енотаевский район)
Берегово́й — посёлок в Енотаевском районе Астраханской области России. Входит в состав Средневолжского сельсовета.

## География
Находится на берегах протоки Ички-Барча, примерно в 54 км к юго-востоку от села Енотаевка, административного центра района, на высоте 18 метров ниже уровня моря.

## Население
| 2002 | 2010 | 2011 |
| ---- | ---- | ---- |
| 133  | ↘105 | ↗129 |

По данным Всероссийской переписи, в 2010 году численность населения посёлка составляла 105 человек (59 мужчин и 46 женщин).
Согласно результатам переписи 2002 года, в национальной структуре населения казахи составляли 98 %.
| Национальность | Численность (2010) | Процент |
| -------------- | ------------------ | ------- |
| Казахи         | 105                | 94,6%   |
| Татары         | 6                  | 5,4%    |
| Всего          | 111                | 100%    |

## Улицы
Уличная сеть посёлка состоит из 2 улиц (ул. Школьная и ул. Степная).